# Mané-er-Hroëk

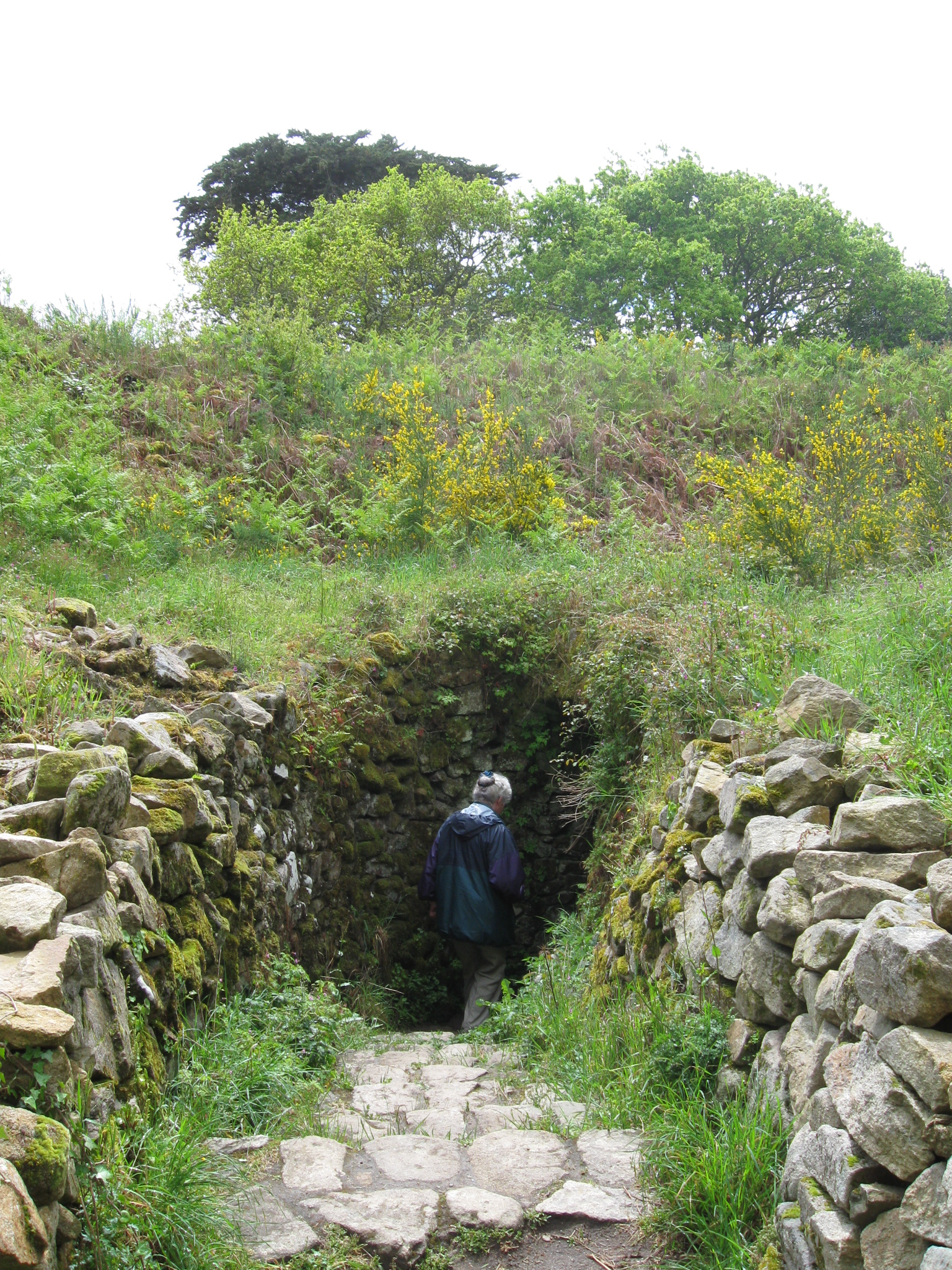
Mané-er-Hroëk – Zugang zur Kammer

Die Megalithanlage Mané-er-Hroëk („Berg der Frau“; manchmal auch Mané-er-Ruyk geschrieben) zählt – zusammen mit den Tumuli von Tumiac, Mané Lud und St. Michel – zu den großen Tumuli in der Umgebung von Carnac. Bereits im Jahr 1889 wurde sie als Monument historique klassifiziert.

## Lage
Tumulus und Grotte von Mané-er-Hroëk liegen nur wenige Meter über dem Meeresspiegel und etwa 500 m südöstlich des Ortszentrums von Locmariaquer im Département Morbihan in der Bretagne (Frankreich).

## Anlage

### Tumulus
Beim Tumulus von Mané-er-Hroëk handelt es sich um einen Stein- und Erdhügel von etwa 100 m Länge, 60 m Breite und etwa 8–10 m Höhe, der weitgehend unter Bäumen und Gebüsch verborgen liegt und so den Eindruck eines natürlichen Hügels erweckt. Bei Ausgrabungen im Jahr 1863 wurde von oben ein Krater in den Tumulus gegraben; dabei wurde auch die Kammer entdeckt, in der jedoch keine menschliche Knochenreste gefunden wurden, so dass der Begriff „Grabkammer“ mit Vorsicht anzuwenden ist.

### Kammer
Der heutige Eingang zur – über Jahrtausende verschlossenen – Kammer von Mané-er-Hroëk (Breite 2,80 m, Tiefe 3,90 m, Höhe maximal 1,75 m) wurde erst im 20. Jahrhundert in den Tumulus gegraben. In ihrem Aufbau, d. h. durch eine ungeordnete Kombination von unbearbeiteten horizontalen und vertikalen Megalithen und Bruchstein unterscheidet sie sich von allen bekannten Bauten dieser Art im Süden der Bretagne. Letztere wurden ausschließlich aus geglätteten und gegebenenfalls dekorierten Orthostaten errichtet; Bruchgestein wurde lediglich als Füllung der Zwischenräume sowie für den Cairn verwendet – nicht aber für den strukturellen Wandaufbau. In der Grotte wurde eine in drei Teilstücke zerbrochene Stele gefunden, des Weiteren eine Ansammlung von über 100 Steinbeilen und einigen Schmuckstücken.

### Ornamentik
Das zentrale Motiv der – möglicherweise von einem originalen Standort hierher verbrachten – Stele (Foto siehe Weblink) ist ein sogenanntes 'Schildidol', wie es sich auch in der Table des Marchand, in Gavrinis und an der großen Deckenplatte des Dolmens von Mané Rutual findet. Sein hervorstechendes Merkmal ist ein Fortsatz (Rostrum) in der Scheitelregion. Innerhalb des Rahmens finden sich Wellenmuster, oberhalb mehrere Axtmotive.

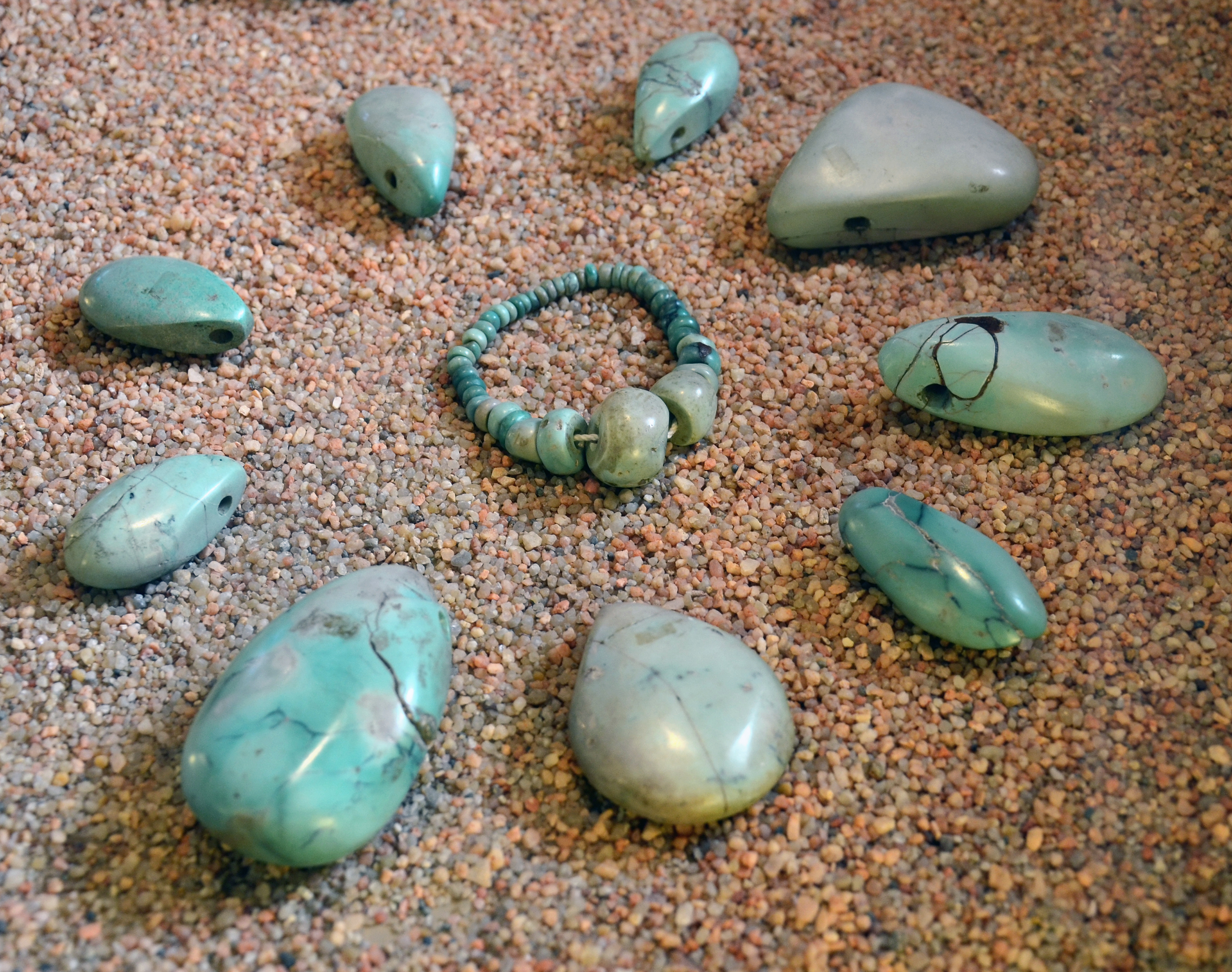
Schmucksteine und -kette

## Steinbeile
Die im Mané-er-Hroëk gefundenen über 100 blankpolierten Jadeitbeilen sowie einigen Schmucksteinen bzw. -anhängern befindet sich heute im Historischen Museum (Château Gaillard) von Vannes (Kurzvideo siehe Weblink).
Bei all diese Dingen dürfte es sich hauptsächlich um Kultgegenstände oder Votivgaben und nicht um Gebrauchsgegenstände gehandelt haben.
Bei genaueren Untersuchungen wurde festgestellt, dass elf dieser Beile aus Steinmaterial gefertigt sind, welches ausschließlich in den Alpen vorkommt; diese Steinbeile müssen somit als Handelsware und/oder Beutestücke angesehen werden.

## Bedeutung
Während der Tumulus von Mané-er-Hroëk deutliche Übereinstimmungen mit anderen Tumuli in der Umgebung (Mané Lud, Tumiac, Carnac) zeigt, unterscheidet sich die aus unterschiedlich großen, unbearbeiteten Steinen nur grob zusammengefügte und im rückwärtigen Teil in ihrer Höhe stark abfallende Grotte grundlegend von allen anderen Dolmenkammern in der Bretagne; möglicherweise wurde sie lediglich als (provisorischer?) Depot- oder Votivraum für die hier abgelegten Wertgegenstände (Steinäxte und Schmuckgegenstände) angelegt.

## Datierung
Die Anlage von Mané-er-Hroëk wird – wegen der Übereinstimmungen mit den anderen Tumuli in der Region – in die Zeit um 4200 bis 4000 v. Chr. datiert. Die Schatzgrotte dürfte zu einem späteren Zeitpunkt in den Tumulus eingefügt worden sein.